# Lake Hinemaiaia (C)
Der Lake Hinemaiaia (C), der zum seit 1952 bestehenden Hinemaiaia Power Scheme gehört, ist einer von zwei Stauseen in diesem System, die sich im Taupō District der Region Waikato auf der Nordinsel von Neuseeland befinden.

## Geographie
Der Lake Hinemaiaia ist der zweite der beiden Stauseen und liegt rund 3,9 km südwestlich der Mündung des Hinemaiaia River in den Lake Taupō und rund 24 km nordöstlich von Tūrangi, einer Stadt, die am südlichen Ende des Lake Taupō liegt. Der See liegt auf einer Höhe von ca. 400 m. Bei einer maximalen Breite von 165 m schlängelt sich der See über eine Strecke von rund 1,95 km, dem alten Flussverlauf folgend. Entsprechend lang ist dabei seine Uferlinie, die 4,45 km beträgt, und die Fläche des Stausee kommt dabei nicht über die 12,1 Hektar hinaus.
Gespeist wird der Stausee hauptsächlich durch den von Süden zufließenden Hinemaiaia Stream, der das Gewässer auch am nordwestlichen Ende über ein Kraftwerk zur Stromerzeugung wieder verlässt.

## Absperrbauwerk
Der See wird durch eine ca. 115 m lange Gewichtsstaumauer aufgestaut, die etwas verwinkelt ausgefertigt ist. Am nördlichen Ende des Absperrbauwerks befindet sich der rund drei Meter breite Abfluss, der über ein rund 640 m langes Rohrsystem zum Kraftwerk führt.

## Kraftwerk
Das Kraftwerk ist das letzte von drei Kraftwerken des Hinemaiaia Stream und ist im Jahr 1982 in Betrieb gegangen. Alle drei Kraftwerke zusammen besitzen eine Kapazität von 6,8 Megawatt und liefern eine Leistung von insgesamt 30 GWh pro Jahr.